# Sophie en douanier Schilder
Sophie en douanier Schilder is het tiende album in de Sophie-reeks.  Het verscheen in Robbedoes in 1973 nummer 1858 tot 1871. Dit verhaal wordt vergezeld van twee kortverhalen die in hetzelfde jaar als het hoofdverhaal in Robbedoes verschenen. Het eerste kortverhaal is Het verwaarloosde station en het tweede heet De sneeuwman. Het album werd door Dupuis uitgegeven in 1974 en in herdruk in 1984.

## Sophie en douanier Schilder
Een scène uit dit verhaal staat op de cover van Robbedoes nummer 1858.

### Personages
- Sophie
- Mijnheer Karapolie
- Schilder
- Brigadier Zeurbek
- Mijnheer Steilkeper
- Albert
- Janus

### Verhaal
Sophie is met haar vader op vakantie met de caravan in het dwergstaatje Taupenburg, dat midden in de bergen ligt. Sophie brengt dagelijks een bezoek aan de heer Schilder, een douanebeambte die zijn vrije tijd vult met het maken van schilderijen. Alles is heel rustig totdat Schilders overste brigadier Zeurbek op de proppen komt. Zeurbek heeft zijn naam niet gestolen. Hij foetert steeds maar op Schilder dat hij veel te laks is en dat hij in de rapporten van zijn superieuren heeft gelezen dat er via de grenspost een levendige smokkel is geconstateerd. Zeurbek heeft wel degelijk gelijk al zijn de meeste smokkelaars maar kleine garnalen die weliswaar op een vindingrijke manier zaken over de grens weten te krijgen mede dankzij de goedgelovigheid van Schilder. De grote vis zou echter mijnheer Steilkeper kunnen zijn die elke dag over de grens wordt vervoerd in een zwarte Cadillac met chauffeur. Hij is een rijke zakenman die in de textiel zit en heeft een eigen chauffeur genaamd Albert. Steilkeper staat er zelfs op dat Schilder de auto grondig doorzoekt op de aanwezigheid van smokkelwaar. Noch Schilder noch Zeurbek kunnen echter ooit iets vinden. Telkens als ze weer kunnen vertrekken weigert de auto te starten dus vragen ze vriendelijk aan Schilder om de auto tot bij de helling te duwen. En zo gaat dat haast elke dag. Zeurbek dreigt Schilder op non-actief te zetten voor een maand als hij binnen de drie dagen geen geruchtmakend smokkelzaakje ontdekt. De volgende dag trekt Sophie opnieuw naar Schilder en ziet net hoe de douanier net weer helpt met het wegduwen van de wagen van mijnheer Steilkeper tot bij de volgende helling. Als enkele uren later de wagen in de andere richting passeert, verliest deze een wieldop. Sophie zegt dat zij die wieldop wel zal brengen naar mijnheer Steilkeper daar zij toch die richting uit moet als ze huiswaarts keert. 
Daar aangekomen ziet ze een bestelwagen stoppen en een onguur type uitstappen. Hij meldt zich aan bij de parlofoon zich Janus noemend. Sophie kan zich niet voorstellen dat een rijke heer zoals Steilkeper met zulke kerels omgaat. Sophie neemt een kijkje onder het zeil van de auto en ziet materiaal dat heel interessant is voor Schilder om een geruchtmakend smokkelzaakje aan het licht te brengen. Sophie kruipt in de achterbak van de bestelwagen en weet zo binnen te dringen in de garage van mijnheer Steilkeper. Ze merkt dat Steilkeper en Albert druk bezig zijn met het werken aan hun Cadillac en dus helemaal niet in de textiel zitten. Janus merkt door de regenval plots kleine voetsporen in de modder. De boeven denken dat het om brigadier Zeurbek gaat, al zijn deze uiteraard van Sophie. Sophie heeft zich snel weer in de bestelwagen verstopt en voelt zich benauwd want ze vreest vreest dat de boeven in de achterbak van de bestelwagen zullen komen kijken. Maar de boeven veronderstellen dat Zeurbek alweer weg is om alarm te slaan. Janus stelt voor om het zaakje op te geven, maar daar wil Steilkeper niet van weten omdat er voor vijf miljoen aan waar in de motor van de Cadillac zit en dat zal hun grote baas ook niet goed vinden. Janus heeft een idee om de waar voorlopig te laten verdwijnen. Ze rijden met de bestelwagen via een verlaten bosweg naar een meer. Ze moeten even stoppen voor een boomstam die in de weg ligt. Als ze die met hun drieën gaan verplaatsen, ziet Sophie de kans om ongemerkt uit de bestelwagen te komen. De boeven rijden daarna de bestelwagen en de Cadillac het water in. Sophie die dit tafereel heeft gevolgd, keert nu snel huiswaarts. Ze vertelt de hele geschiedenis aan haar vader. De volgende dag gaat Sophie met haar vader naar douanier Schilder. Daar vertellen ze hem hoe het hele zaakje in elkaar zit. De boeven bouwen voortdurend echte en holle motoren bij de Cadillac in. In de holle motoren stoppen ze de smokkelwaar. Vervolgens duwen ze de kar uit de garage naar de hellende weg. De wagen rolt dan vanzelf tot aan de douanepost van Schilder. De weg is daar echter valk dus rijdt niet meer vanzelf. Ze doen dan alsof ze panne hebben en vragen aan Schilder om even te duwen tot aan de bocht. Na de bocht is er weer een helling waardoor de wagen weer gaat rijden tot bij een andere garage. Daar wordt de holle motor met de smokkelwaar vervangen door een echte. Op die manier rijden ze weer naar huis. Sophies vader besluit om duikmateriaal over te laten komen zodat ze naar de wagens in het meer kunnen duiken om de smokkelwaar op te halen.
Drie dagen later is het duikmateriaal er en gaan ze aan de slag. Sophie en haar vader duiken het meer in terwijl Schilder boven bij de spullen de wacht houdt. Als ze de Cadillac vinden, gaat Sophies vader aan de slag met gereedschap om de motor van de wagen te openen. Sophie gaat terwijl even op verkenning. In het meer blijkt een verzonken stad te liggen. Verderop is er echter Janus die hetzelfde idee heeft als de Karapolies. Hij wil de smokkelwaar gaan opduiken om deze voor zichzelf te houden en zo rijk te worden. Janus weet niet dat hij in het oog wordt gehouden door Steilkeper, Albert en hun grote baas. De baas kan er niet om lachen en heeft nog iets in de wagen liggen dat Janus een ernstig duikongeval zal bezorgen. Sophie is inmiddels wat rond aan het zwemmen in het dorpsschooltje als ze plots een andere duiker ziet voorbij zwemmen. Ze herkent hem als Janus. Ze begrijpt dat haar vader in gevaar is en wil hem waarschuwen. Ze besluit aan de schoolbel te gaan trekken om zo Janus' aandacht te trekken. Geluid draagt ver onder water en Janus hoort inderdaad het gerinkel. Hij zwemt er meteen op af. Sophie heeft ondertussen niet stilgezeten en heeft een schoolbank aan het draaien gebracht en op het schoolbord geschreven "Ik hou niet van rustverstoorders, Janus! Het onderwaterspook". Opnieuw gaat Sophie bellen en maakt zich uit de voeten. Dit brengt Janus natuurlijk nog meer van de wijs. Als Sophie bij haar vader is, probeert ze hem op de hoogte brengen van de aanwezigheid van Janus door tekst in de muur te krassen. Voor ze weer naar de oppervlakte kunnen zwemmen, heeft Janus hen echter gevonden. Janus gaat Sophies vader te lijf met een mes. Sophie kan haar vader echter helpen door een ronddrijvend leeg vat over Janus heen te werpen. Janus heeft zich snel bevrijd omdat het hout verrot is, maar Sophie en haar vader hebben zich ondertussen al verstopt in een ander gebouw. Janus wil weer naar boven gaan om zijn pistool te gaan halen, maar wordt verrast door twee sidderalen. Dit was de verrassing waarover de grote baas het had. Ze zijn er speciaal op getraind om mensen aan te vallen. Janus probeert te vluchten, maar de elektrische lading van de alen brengt hem buiten bewustzijn. Sophie en haar vader snellen Janus te hulp. Ze nemen hem mee naar de oppervlakte. Daar wachten de andere boeven hen echter op. De grote baas wil hen echter dwingen om weer het water in te gaan zodat de alen hun werk af kunnen maken. Sophie weet met een trucje verwarring te scheppen. Met de hulp van haar vader en ook douanier Schilder weten ze de hele bende uit te schakelen en aan de politie uit te leveren. De volgende dag staat er in de krant te lezen: "Roem voor brigadier Schilder! Douanier ontmaskert smokkelbende! In beslag genomen wagen vol met drugs!"

## Opmerking
Naar alle waarschijnlijkheid is Taupenburg geïnspireerd op ministaat Liechtenstein.

## Het verwaarloosde station
Dit verhaal is verschenen in Robbedoes nummer 1846 (1973). Een tekening van Sophie staat op de cover van dit nummer.

### Personages
- Sophie
- Bertje
- Fred
- Bollebof

### Verhaal
Sophie is bloemen aan het plukken op de sporen van het het station van Pannerden dat geruime tijd buiten gebruik is. Bertje is bij haar en speelt voor treintje op de sporen. Als hij bij een stalen remisedeur komt en hier tegen duwt blijkt deze open te zijn. Als hij binnen kijkt ziet hij in de remise een oude stoomlocomotief staan die onder stroom staat. Deze zou zo kunnen wegrijden. Hij is ontzettend opgewonden als hij dan een miniatuurtreintje ziet rijden in een groot landschap van miniatuurspoorwegen. Hij roept Sophie erbij die al net zo verrast is als hij. Een ongure werkman vindt hen en brengt de kinderen onder lichte dwang naar een lab waar nog meer van het miniatuurlandschap aanwezig is en een chemicus aan het werk is. Eigenlijk is de chemicus op dat moment met zijn treintjes bezig. De werkman heet Fred en noemt zijn collega Bollebof (een verbastering van bolleboos). De chemicus foetert op Fred omdat hij de deur niet had vergrendeld zodat de kinderen binnen zijn geraakt. Fred zegt tegen Bollebof dat er iemand moet werken en dat hij geen tijd heeft om met treintjes te spelen. Bollebof zegt dat die treintjes zijn enige manier van ontspanning zijn om alle spanningen van het werk in het laboratorium af te reageren. Fred wil de kinderen laten lopen, maar Bollebof weigert. Ze maken er immers S.G.D.G. 13, een verdovend middel. De chemicus wil vermijden dat de kinderen dat overal gaan uitbazuinen en besluit dat hun baas over het lot van de kinderen moet beslissen. Als Fred in opdracht van de chemicus even weg gaat om de deur te vergrendelen en meer druk op de stoomketel te plaatsen, krijgt Sophie een idee om te ontsnappen en dit duistere zaakje aan het licht te brengen.
Bertje duwt in opdracht van Sophie een autootje op de miniatuurspoorwegen waardoor hij een locomotief laat crashen. Bollebof is hierdoor erg van de wijs geraakt. Sophie maakt van die gelegenheid gebruikt om een fles met het verdovende middel te grijpen en de vloeistof in het gezicht van Bollebof te werpen. Eerst krijgt de chemicus een lollige bui waarbij hij vrolijk hij op zijn miniatuurtreintjes begint te slaan. Als Fred dan terugkeert en zijn collega wederom Bollebof noemt, slaat de chemicus Fred op zijn kop. Fred slaat terug en er ontstaat een heus gevecht tussen beide mannen. De kinderen kunnen hierdoor weglopen, maar kunnen niet naar buiten omdat de stalen deur is vergrendeld. De stoomlocomotief brengt haar echter op een idee. In principe wordt de stoom van de locomotief gebruikt om energie te leveren aan het distilleertoestel. De kinderen klauteren in de locomotief. Sophie heeft al snel de hendel gevonden om het voertuig vooruit te laten rijden waardoor ze met een flinke kracht de vergrendelde deur kunnen inbeuken en naar buiten kunnen rijden. Als ze eenmaal met de trein een brug naderen, zien ze daar een rode auto staan. Hierin zit een type met een donkere bril en zijn chauffeur. Het is de baas van Fred en Bollebof die aan zijn chauffeur de opdracht geeft om de locomotief te doen stoppen. De chauffeur gooit een granaat recht in de schoorsteen van de locomotief. De granaat wordt door de uitstoot van rook weer uit de schoorsteen geblazen en komt op de brug terecht met niet zo leuke gevolgen voor de chauffeur, de baas en zijn wagen. De kinderen komen veilig aan in een station waar ze de trein keurig laten stoppen. De volgende dag lezen Sophie en Bertje in de krant: "Twee kinderen ontmaskeren bende handelaars in verdovende middelen..."

### Opmerking
Op de laatste pagina is er een plaatje van de tuin van Sophie met een tuinkabouter in de vorm van een Smurf met een kruiwagen.

## De sneeuwman
Dit verhaal is verschenen in Robbedoes nummer 1860 (1973).

### Personages
- Sophie
- Bertje
- Vink
- inspecteur der gemeenteparken
- Zzozozzur

### Verhaal
Sophie en Bertje zijn in het park een sneeuwman aan het maken. Ze zijn getuige ervan hoe parkwachter Vink weer wordt uitgekafferd door zijn werkgever (de inspecteur der gemeenteparken) omdat er iets is fout gegaan. Het borstbeeld van Julius Liguster, de architect van het park is verdwenen. De inspecteur dreigt om Vink te ontslaan als hij het borstbeeld niet snel terugvindt. Sophie en Bertje schieten de parkwachter te hulp en gaan op zoek naar het borstbeeld.
Het borstbeeld blijkt ontvreemd te zijn door een onguur type die het aan een antiquair wil verkopen. De antiquair vindt het beeld afzichtelijk en zegt tegen de boef dat hij beter iets met waarde brengt zoals een Rembrandt. De boef verlaat de winkel met het beeld en vraagt zich af wat hij ermee moet aanvangen. Bertje en Sophie komen net om de hoek en merken het beeld op. Als Bertje roept, schrikt de boef zo hard dat hij het beeld op de grond in stukken laat vallen. Sophie gaat op hem af en zegt dat hij mee moet gaan naar de politie wegens diefstal. De boef wil Sophie een draai om haar oren geven, maar dan klinkt een stem die zegt dat de boef het meisje moet loslaten. Het blijkt een mager mannetje te zijn met hoed, zwarte regenjas, handschoenen, bril en snorretje. De boef lacht en wil het mannetje een dreun verkopen. Hij slaat echter met zijn vuist tegen de muur omdat het mannetje zichzelf zo klein als een muis heeft gemaakt. De boef denkt dat hij droomt, maar dan maakt het mannetje zich plots zo groot als een huis. De boef is nu doodsbang en vlucht. Het mannetje keert weer naar zijn normale gestalte. Hij vertelt de kinderen dat hij een illusionist is en ook een beetje een hypnotiseur. Alles wat ze hadden gezien gebeurde dus niet echt. De kinderen zijn blij dat ze het borstbeeld hebben gevonden, maar het is stuk. Het mannetje gaat aan het werk met de stukken. De kinderen zien hoe het marmer van het beeld als was in de handen van het mannetje worden en hij de stukken weer aan elkaar krijgt en dat zonder lijm. Ook blijkt hij het zware beeld te kunnen dragen alsof het een pluimpje is. Als het beeld weer op zijn sokkel staat, verdwijnt het mannetje stiekem. De kinderen willen hem nog bedanken, maar hij verdwijnt al achter een houten schutting. Het mannetje gooit zijn regenjas uit en onthult op die manier twee grote vleugels op zijn rug. De kinderen zien nog net hoe het mannetje wegvliegt. Ze geloven dat het mannetje een engel is. In feite is het mannetje echter van een andere planeet, gestuurd als officieel verkenner luisterend naar de naam Zzozozzur.